# Husfluga
Husflugan (Musca domestica) är den vanligaste flugan i bostäder och en av de djurarter som är mest spridd i världen. Den är också den mest välkända flugan och ett skadedjur som befrämjar spridning av allvarliga sjukdomar.  

## Beskrivning
De vuxna flugorna är 5-8 mm långa. Mellankroppen är gråaktig, med fyra mörka längsgående linjer på ryggen. Undersidan av bakkroppen är gulaktig. Hela kroppen är hårbeklädd. Ögonen är rödaktiga fasettögon. Honorna är något större än hannarna och har mycket större avstånd mellan ögonen. 
Som de flesta tvåvingar har husflugan endast ett par vingar. Det bakre vingparet är reducerat till svängkolvar som bidrar till stabiliteten under flykten. En karaktäristisk egenskap är att den fjärde långa vingribban har en skarpt uppåtböjd krök.

## Livscykel
Honan kan lägga upp till 500 ägg, i fem grupper om 100 ägg vardera. Inom en dag har larverna kläckts. De livnär sig vanligen av dött och förruttnande organiskt material, till exempel köksavfall och avföring. Larverna är blekt beige till vita och har inga ben. Efter ett flertal skinnömsningar kryper larverna till en torr och sval plats för att omvandlas till puppor, som är röda till bruna. Senare kommer den vuxna flugan ut ur puppan. Hela omvandlingen från larv till vuxenform kallas metamorfos. De vuxna flugorna lever en halv till en månad och växer inte alls under denna tid. De små flugor man ser är inte yngre än de stora, utan bara flugor som haft sämre tillgång till mat i larvstadiet. 
36 timmar efter att ha kommit ut ur puppan är honan mottaglig för befruktning. Hannen bestiger henne bakifrån. Hannarna hävdar revir mot inkräktande hannar och försöker befrukta alla honor som kommer in i reviret. 
Husflugan indelas i 2 underarter; europeisk husfluga (Musca domestica domestica Linné 1758), och orientalisk husfluga (Musca domestica vicina Macquart).

## Evolution
I en artikel i The Canadian Entomologist (112: 1049-1060 (1980), Evolution in a laboratory host-parasitoid system and its effect on population kinetics, av N. Zareh, M. Westoby och D. Pimentel) beskrivs hur man i laboratorium haft »system» med husfluga (Musca domestica) och en parasitoid (Nasonia vitripennis), som fått fortgå under totalt 50 generationer flugor. 
I ett system (behandling) fick samma flugor fortplanta sig generation efter generation, och parasitoiden kunde där utöva sitt selektionstryck. I ett annat system ersattes de fullbildade flugorna i varje generation med flugor som inte varit utsatta för parasitoiden. 
Redan inom fyra generationer kunde tecken på begynnande resistens iakttas i det första systemet. Skillnader kunde så småningom uppmätas på bl.a. puppvikter, puppstadiets längd och puppmortalitet.